# 英皇娛樂酒店 (澳門)

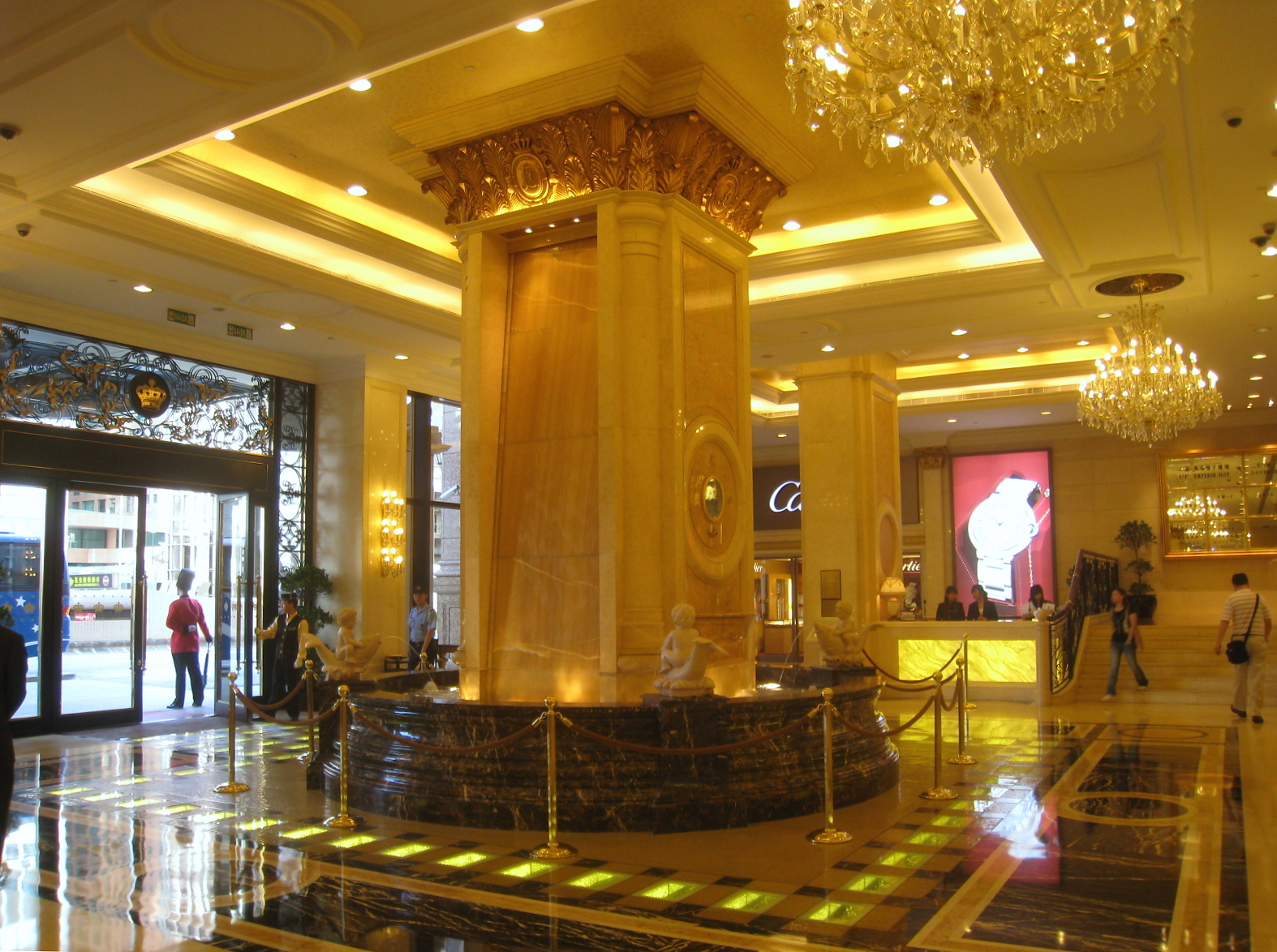
酒店大堂

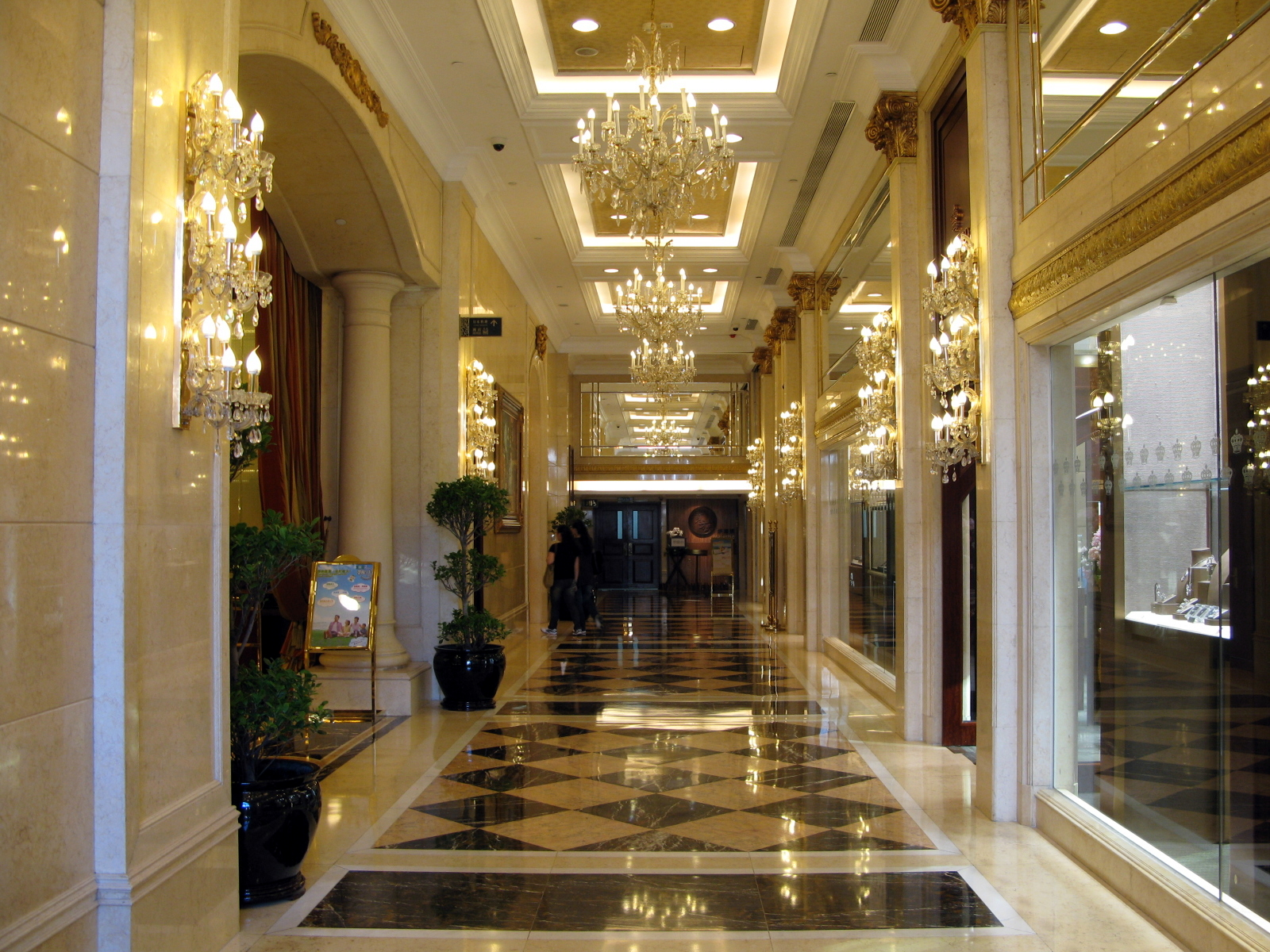
酒店大堂通道

英皇娛樂酒店（葡萄牙語：Hotel Animação Imperial）是位於澳門南灣澳門商業大馬路的一間酒店，酒店由英皇娛樂酒店有限公司持有。酒店共有客房311間，以及其他娛樂設施包括泰式水療、桑拿及夜總會。此外，酒店亦設有可容納180人的多用途宴會廳。
酒店大堂中央的「黃金大道」以七十八塊總重量78公斤瑞士999.9千足純金鋪砌而成，每塊金磚均鑄有獨立編號，突顯酒店的顯赫氣派。而酒店正門兩旁亦設置了兩部塗上金色車身的仿古馬車，流露出18世紀英倫藝術典範。

## 歷史
2005年5月17日，英皇娛樂酒店有限公司、英皇集團及其他投資者以6.45億港元收購位處於南灣蘇亞利斯博士大馬路112-148號及澳門商業大馬路251-292D號一幢爛尾樓（達景商業中心），以計劃發展大型酒店。同年開始動工，進行翻新改建。
2006年1月20日，英皇娛樂酒店正式完工及開業，英皇娛樂旗下藝人容祖兒、謝霆鋒、Twins、關智斌、Boy'z、梁洛施、鄭希怡、吳浩康、蔣雅文及李逸朗等全數出席以示捧場，國際知名影星成龍、日本紅星瀧澤秀明、香港知名歌手劉德華和張學友、韓國明星申鉉濬、「澳門賭王」何鴻燊、社會文化司司長崔世安、經濟財政司司長譚伯源、中央駐澳辦副主任何曉衛、旭日國際主席蔡志明及英皇集團主席楊受成等多位港澳政經界名人亦有出席开业典礼。

## 餐飲
英皇娛樂酒店擁有餐廳和酒吧，皇廷閣佈置典雅提供傳統粵菜。御廚全日供應各式中、西美食，匯聚各地名酒佳餚。貴族炉端燒悉心為賓客烹調日本地道料理。貴族炉端燒最具特色之處是大廚以熟練的技巧於燒烤爐前即席炮製各式新穎日式燒烤美食。貴族廊位於酒店大堂供應特式甜點小食及咖啡。薀莎廊極目飽覽澳門城中風光，讓您和一眾知己良朋沉醉於繁華都會氣息中。

## 電梯配置
升降機一律採用香港製造的奧的斯，
電扶梯一律採用國產西子奧的斯。

## 鄰近
- 澳門財富中心
- 新八佰伴
- 澳門友邦廣場
- 新麗華酒店

## 交通配套

### 自設交通
澳門英皇娛樂酒店設有專車服務主要到關閘邊檢大樓。其他路線只供禮賓房車。
| 澳門英皇娛樂酒店 | ↔ | 關閘邊檢大樓             |
| 澳門英皇娛樂酒店 | ↔ | 外港客運碼頭             |
| 澳門英皇娛樂酒店 | ↔ | 氹仔客運碼頭             |
| 澳門英皇娛樂酒店 | ↔ | 路氹邊檢大樓             |
| 澳門英皇娛樂酒店 | ↔ | 澳門機場（酒店禮賓房車） |

### 跨境交通
| 澳門英皇娛樂酒店 | ↔ | 珠海機場     |
| 澳門英皇娛樂酒店 | ↔ | 番禺、廣州市 |
| 澳門英皇娛樂酒店 | ↔ | 佛山市       |

## 事件
酒店在改建期間曾發生過兩次火警：
1. 2005年10月17日，酒店地盤頂樓天台處一個冷氣水塔著火焚燒
2. 同年11月7日下午1時44分，酒店地盤再次發生火警。當時八樓疑有工人在燒焊時，火舌燃著纖維等易燃裝飾物引發火警，由於煙囪效應的緣故，火勢從八樓外牆棚架裝飾蔓延至21樓頂層。由於現場環境複雜及未有充足水源，增加救火難度，消防員需從外圍升起雲梯及街外駁喉入內灌救，七名工人吸入濃煙不適。火勢在二十分鐘後受到控制，兩小時後被完全撲滅。火警中酒店八、九樓部分室內建築被燒毀，地盤天井裝飾外牆損毀嚴重，因而要延期達兩個多月。

### COVID-19 疫情
2021年10月4日下午至19日午夜，新型冠狀病毒感染應變協調中心公佈第72例確診個案為一宗未有源頭的本地感染個案（後列為輸入相關病例個案），該患者曾入住該酒店數晚，當局隨即對整幢酒店列為紅碼區，任何人士只進不出。

## 相關連結
- 英皇娛樂
- 英皇集團
- 英皇集團(國際)有限公司
- 英皇娛樂酒店有限公司